# Sierra de Palo Verde
La sierra de Palo Verde es una cadena montañosa en el noreste del condado de Imperial, California. Está ubicada a lo largo de la ribera oeste del río Colorado en el sector del valle inferior y el desierto del Colorado. El pico Palo Verde, que se eleva a unos 1800 pies en la parte sur, es el punto más alto de la zona. Thumb Peak se encuentra al norte. Clapp Spring, un oasis de palmeras, se encuentra al este de Thumb Peak. Clapp Spring es la única fuente de agua permanente en el área para las especies silvestres.
La flora de la zona incluye ejemplares de palo fierro, mezquite y palo verde. En algunos sectores se encuentran ejemplares de cactus saguaro. La fauna silvestre incluye borregos del desierto, tortugas y burros silvestres.